# Miloš Krško
Miloš Krško (Komárno, 30 novembre 1977) è un allenatore di calcio ed ex calciatore slovacco, di ruolo difensore.

## Carriera

### Nazionale
Nel 2000 ha partecipato, insieme alla selezione slovacca, ai Giochi della XXVII Olimpiade di Sydney.

## Palmarès

### Club

#### Competizioni nazionali
- Campionato georgiano: 1

Dinamo Tbilisi: 2007-2008
- Coppa di Georgia: 1

Dinamo Tbilisi: 2008-2009